# Dasyornis
Dasyornis Vigors & Horsfield, 1827 è un genere di uccelli passeriformi, l'unico ascritto alla famiglia Dasyornithidae Sibley & Ahlquist, 1985.

## Etimologia
Il nome scientifico del genere, Dasyornis, deriva dall'unione delle parole greche δασυς (dasys/dasus, "peloso") e ορνις (ornis, "uccello"), col significato di "uccello peloso", in riferimento alla conformazione del piumaggio.

## Descrizione

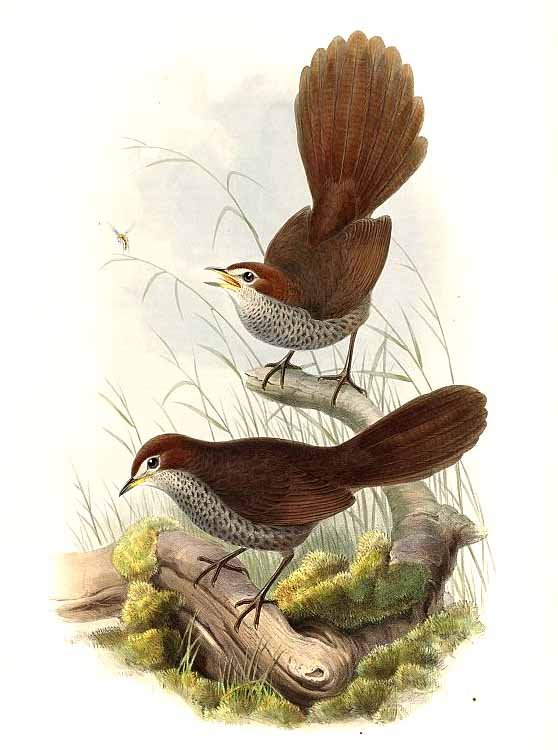
D. broadbenti.

Si tratta di uccelli di piccole dimensioni (17–25 cm), dall'aspetto massiccio e paffuto, muniti di testa squadrata che sembra incassata direttamente nel torso, becco corto, conico e appuntito, ali corte e arrotondate, zampe forti e allungate e coda piuttosto lunga e dall'estremità arrotondata: caratteristica di questi uccelli è la presenza di vibrisse alla base del becco.
Il piumaggio, dal caratteristico aspetto sfilacciato, è piuttosto sobrio e si presenta dominato dai toni del bruno dorsalmente e dal grigio-brunastro ventralmente, con gola generalmente bianca.

## Biologia
Il genere comprende specie diurne e solitarie, che passano la maggior parte del proprio tempo al suolo (pur essendo in grado di volare per brevi distanze alla bisogna) alla ricerca di cibo, costituito sia da insetti ed altri piccoli animali che da semi, bacche ed altro materiale vegetale.
Si tratta di uccelli monogami, nei quali la femmina si occupa di costruire il nido (di forma globosa, costruito fra i rami bassi dei cespugli) e della cova delle 2-3 uova, mentre il maschio s'incarica di difendere il territorio e di nutrire la compagna ed i nidiacei (in collaborazione con essa) fino alla loro indipendenza.

## Distribuzione e habitat
La famiglia è endemica dell'Australia, della quale le tre specie abitano con areali limitati e molto frammentati la costa orientale, la costa sud-orientale e la punta sud-occidentale, popolando le aree di macchia ed in generale le zone a densa copertura cespugliosa.

## Tassonomia
Al genere vengono ascritte tre specie:
- Dasyornis brachypterus (Latham, 1801) - uccello di macchia orientale
- Dasyornis longirostris Gould, 1841 - uccello di macchia occidentale
- Dasyornis broadbenti (McCoy, 1867) - uccello di macchia castano

In passato ascritte fra gli Acanthizidae col rango di sottofamiglia (Dasyornithinae), le tre specie sono in seguito risultate piuttosto isolate e distanti dalle altre (con l'uccello di macchia castano a rappresentare un clade basale), venendo pertanto elevate  nella tassonomia degli uccelli di Sibley-Ahlquist al rango di famiglia a sé stante, intermedia fra Maluridae e Pardalotidae.